# Paul Ende
Paul Ende (* 31. října 1874, Ostritz; † 23. února 1957 Forchheim), byl německý politik, člen DDP.
Po maturitě studoval Ende od roku 1893 v Lipsku evangelickou teologii. V roce 1896 složil první a o dva roky později druhou teologickou závěrečnou zkoušku. V roce 1899 pak ještě následovala pedagogická zkouška pro vyšší učitelský úřad. V roce 1900 byl Ende ustanoven farářem.
Od 22. června 1919 do roku 1920 zasedal v německém Ústavodárném shromáždění, kam následoval Oskara Günthera.